# Cheer Gone
Cheer Gone je čtvrté sólové studiové album velšského hudebníka Eurose Childse. Vydalo jej v říjnu roku 2008 hudební vydavatelství Wichita Recordings. Jde o jeho čtvrtou a zároveň poslední desku vydanou touto společností. Producentem alba byl Mark Nevers. Nahráno bylo v Nashvillu v listopadu 2007.

## Seznam skladeb
Autorem všech skladeb je Euros Childs.
| Pořadí | Název                    | Délka |
| ------ | ------------------------ | ----- |
| 1.     | Autumn Leaves            | 3:33  |
| 2.     | Summer Days              | 2:00  |
| 3.     | Her Ways                 | 3:11  |
| 4.     | Nineteen Fifties         | 3:05  |
| 5.     | My Love Is Gone          | 2:36  |
| 6.     | Always Thinking of Her   | 2:00  |
| 7.     | Farm Hand Murder         | 3:35  |
| 8.     | Saving Up to Get Married | 4:12  |
| 9.     | O Ein Dear               | 3:56  |
| 10.    | Medicine Head            | 2:19  |
| 11.    | Sing Song Song           | 1:32  |

## Obsazení
- Euros Childs – zpěv, nástroje
- Stephen Black – baskytara, kytara, zpěv
- Chris Scruggs – kytara
- Matt Swanson – baskytara
- Peter Alan Richardson – bicí